# Edward Moskal (działacz polonijny)
Edward Joseph Moskal (ur. 21 maja 1924 w Chicago, zm. 22 marca 2005 tamże) – przedsiębiorca polskiego pochodzenia, działacz polonijny, prezes Kongresu Polonii Amerykańskiej i Związku Narodowego Polskiego.

## Życiorys
Był synem Józefa i Zofii z d. Grzyb, polskich przedsiębiorców zamieszkałych w Chicago, imigrantów wywodzących się z ziemi tarnowskiej. Jego ojciec i matka przybyli do Stanów Zjednoczonych odpowiednio w 1911 i 1910, pobrali się ok. 1914 i mieli w 1930 siedmioro dzieci. W 1930 jego ojciec był właścicielem sklepu tytoniowego i domu o wartości 14 tys. dolarów w Chicago, natomiast matka nie pracowała i nie posiadała obywatelstwa amerykańskiego. Ukończył polską szkołę katolicką im. św. Jana Kantego przy kościele pod tym wezwaniem w Chicago. Krótko pracował jako broker ubezpieczeniowy, a podczas II wojny światowej służył w armii amerykańskiej po zmobilizowaniu w wieku 18 lat. W 1942 wstąpił do Związku Narodowego Polskiego (ZNP, ang. PNA).
Po wojnie sprawował funkcję prezesa przedsiębiorstwa Alliance Printers & Publishers, które wydaje najstarszy polonijny dziennik w Stanach Zjednoczonych „Dziennik Związkowy” oraz dwutygodnik „Zgoda”. Prezesował również korporacji radiowej Alliance Communications Inc., do której należała nadająca programy w języku polskim radiostacja WPNA 1490 AM.
W 1963 wszedł do zarządu ZNP, a w 1967 został skarbnikiem Kongresu Polonii Amerykańskiej (KPA, ang. PAC). W 1988 objął po śmierci Alojzego Mazewskiego funkcję prezesa KPA i ZNP.
Współdziałał ze środowiskami Radia Maryja. Przeciwstawiał się wejściu Polski do Unii Europejskiej. Podejmował działania na rzecz wsparcia polskich starań o akcesję do NATO. Wartość pomocy charytatywnej zorganizowanej przez niego dla kraju jest szacowana na 200 mln dolarów.
Zmarł 22 marca 2005. Nabożeństwo żałobne odbyło się w kościele świętego Jana Kantego w Chicago. Wzięła w nim udział delegacja Rządu RP, biskup Sławoj Leszek Głódź oraz niektórzy znani przedstawiciele Polonii. Pogrzeb odbył się 30 marca 2005 w Niles, na cmentarzu St. Adalbert.

## Odznaczenia i wyróżnienia
Przyjął wznowiony przez Juliusza Nowina-Sokolnickiego w 1979 Order Świętego Stanisława. W 1993, za wybitne zasługi w działalności polonijnej oraz osiągnięcia w dziedzinie polsko-amerykańskiej współpracy prezydent Lech Wałęsa odznaczył go Krzyżem Komandorskim z Gwiazdą Orderu Zasługi Rzeczypospolitej Polskiej. W 1997 został mianowany honorowym obywatelem Krakowa oraz doktorem honoris causa Akademii Medycznej w Poznaniu. W 1998 został odznaczony Medalem Polonia Mater Nostra Est. W maju 2001 został uhonorowany Złotym Orderem Matki Bożej Królowej Polski. W 2002 został honorowym obywatelem Dębicy, a w 2003 - Zamościa. Pośmiertnie w 2007 został uhonorowany Wawrzynem Polonijnym Stowarzyszenia „Wspólnota Polska” (2007).